# Alice Maria Ottley
Alice Maria Ottley (1882 - 1971) est une botaniste, autrice, professeure adjointe et conservatrice de l'herbier au Wellesley College. Elle collectionne et étudie la flore américaine, en particulier les espèces de Lotus, et publie des livres et des articles sur la botanique,.

## Biographie
En septembre 1919, Alice Ottley est nommée professeure adjointe de botanique au Wellesley College. Alice Ottley fait ses études à l'université Cornell et à l'université de Californie à Berkeley, où elle obtient son doctorat en 1921 sous la direction de Willis Linn Jepson (en),. Elle est professeure d'échange pendant plusieurs mois en 1925 à l'université du Witwatersrand, en Afrique du Sud. Ottley est conservatrice de l'herbier de Wellesley de 1922 à 1930 avant de devenir présidente du département de botanique. Ottley est élue membre de Sigma Xi en juin 1938. En 1939, elle a démissionné de la faculté pour voyager et travailler avec sa tante, la botaniste Margaret Clay Ferguson.

## Publications
- (en) Ottley, Alice Maria, The development of the gametophytes and fertilization in Juniperus communis and Juniperus virginiana, Chicago, University of Chicago Press, 1909 (OCLC 798116862).
- (en) Ottley, Alice M., « A Contribution to the Life History of Impatiens sultani », Botanical Gazette, vol. 66, no 4,‎ 1918, p. 289–317.
- (en) Ottley, Alice Maria, A revision of the California species of Lotus, University of California Press, 1923 (OCLC 3928973).
- (en) Ottley, Alice M., « The Occurrence of Centipeda minima in Wellesley, Massachusetts », Rhodora, no 40,‎ 1938, p. 219–220.
- (en) Ottley, Alice M., The American Loti with special consideration of a proposed section, Simpeteria, 1944 (OCLC 78430978).